# شهرستان چاتاهوچی (جورجیا)
شهرستان چاتاهوچی، جورجیا (به انگلیسی: Chattahoochee County, Georgia) یک سکونتگاه مسکونی در ایالات متحده آمریکا است که در جورجیا واقع شده‌است.